# Saint-Grégoire-du-Vièvre
Saint-Grégoire-du-Vièvre és un municipi francès situat al departament de l'Eure i a la regió de Normandia. L'any 2007 tenia 335 habitants.

## Demografia
El 2007 la població de fet de Saint-Grégoire-du-Vièvre era de 335 persones. Hi havia 128 famílies que vivien en 189 habitatges (135 habitatges principals, 43 segones residències i 11 desocupats). Tots els 188 habitatges eren cases. La població ha evolucionat segons el següent gràfic:

## Economia
El 2007 la població en edat de treballar era de 214 persones, 140 eren actives i 74 eren inactives. Hi havia una empresa de fabricació de productes industrials, una empresa de construcció, una de transport, una financera, una fusteria i dues d'entitats de l'administració pública.
L'any 2000 a Saint-Grégoire-du-Vièvre hi havia dotze explotacions agrícoles que conreaven un total de 522 hectàrees. El 2009 hi havia una escola elemental.